# Huawei Ideos X1
Huawei Ideos X1型號為U8180。是由華為公司所生產的入門手機，以輕小方便為特色。背後印有Google字樣，係為Google授權生產合作之。

## 多媒體規格
音樂可撥放MP3、MIDI、AMR、AAC、eAAC+，影片可放映MP4(H263、H264)

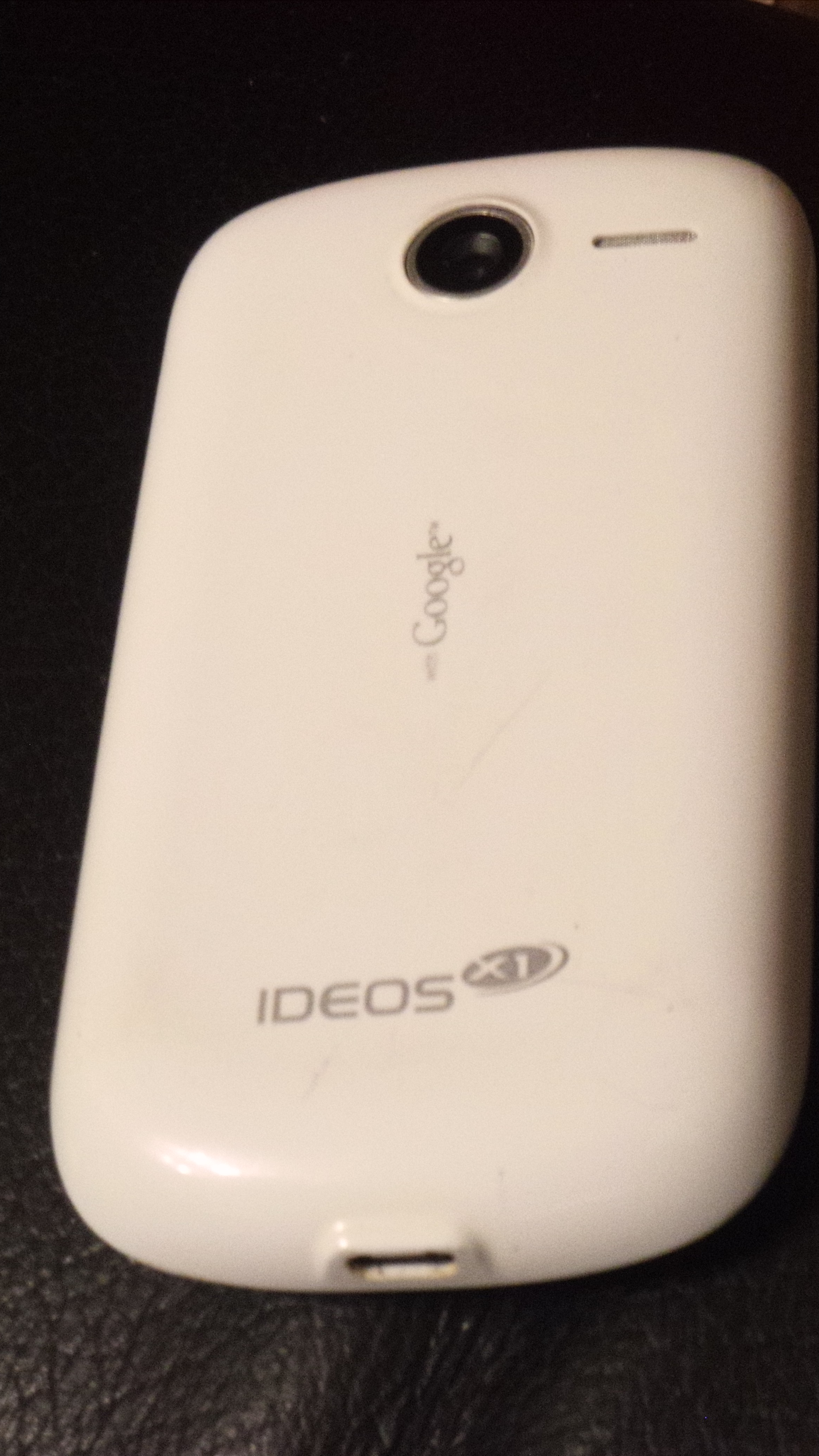
Huawei ideos x1 back